# Нас (рэпер)
Нас (англ. Nas [nɑːz], настоящее имя Насир бин Олу Дара Джонс (англ. Nasir bin Olu Dara Jones [nɑːˈsɪər ˈd͡ʒoʊnz]); род. 14 сентября 1973, Бруклин, Нью-Йорк) — американский рэпер, музыкальный продюсер, актёр и предприниматель. Является одним из выдающихся хип-хоп-поэтов всех времён, а его альбом Illmatic рассматривается мировым хип-хоп-сообществом как величайший в истории. Будучи сыном джазового музыканта Олу Дары, он выпустил 8 платиновых и мультиплатиновых альбомов, продав около 25 миллионов копий.

## Юность
Насир бин Олу Дара Джонс родился 14 сентября 1973 в Бруклине (Нью-Йорк). Его отец, Олу Дара, джазовый и блюзовый музыкант из Миссисипи. Его мать, Фанни Энн Джонс, работала в почтовой службе Северной Каролины. У Насира есть брат Джабари Фрэт, участник хип-хоп-группы Восточного Побережья Bravehearts и выступает под псевдонимом Jungle. ДНК Насира указывает, что он имеет корни в странах с высокой численностью народностей йоруба и фульбе. Вдобавок гаплогруппа Насира свидетельствует, что его предками были скандинавские викинги.
Будучи ребёнком, Насир вместе со своей семьей переезжает в Куинсбридж (Лонг-Айленд-Сити). Родители Насира развелись в 1985, и он бросает учёбу после восьмого класса. Затем Насир начинает посещать и обучаться африканской культуре в радикальных афроамериканских религиозных организациях вроде Five-Percent Nation и Nuwaubian Nation. В юные годы Насир учится игре на трубе, после чего делает первые шаги на пути к хип-хоп-культуре, занявшись написанием рифм.

## Карьера

### Конец 1980-х — 1994: начало карьеры и дебютный альбом
Будучи подростком, Насир заручается поддержкой своего лучшего друга и соседа Уильяма Грэма. Перед тем как Насир станет популярным под псевдонимом Nasty Nas, изначально он именуется как Kid Wave. В конце 1980-х Насир знакомится с музыкальным продюсером Large Professor, который приглашает его к себе в студию, где записываются Раким и Kool G Rap. В перерыве между записями, когда в студии никого не оставалось, Насир записывает свои наработки; ни одна запись не была опубликована. Позже участник группы «3rd Bass» MC Serch становится менеджером Насира: в 19 лет Насир подписывает контракт с Columbia Records. Его профессиональный дебют возникает с гостевого куплета к треку MC Serch «Halftime», который являлся официальным саундтреком к драме Оливера Стоуна Zebrahead. Поэтические способности Насира привлекают внимание хип-хоп-сообщества, которое окрестило Насира новым Ракимом.
В 1994 выходит дебютный альбом Насира Illmatic. Над технической фазой альбома работают DJ Premier, Large Professor, Пит Рок, Q-Tip, L.E.S и сам Насир. Альбом стилизован под жанр хардкор-рэпа, начиненный множеством многосложных духовных[каких?] рифм и подземных[каких?] нарративов, основанных на опыте жизни Насира в Куинсбридже. Американский журнал The Source характеризует Illmatic как лучший альбом 1994 года.

### 1995—1997: новое звучание иThe Firm
Columbia Records начинает давить на Насира, призывая его двигаться в коммерческом направлении, как это делает The Notorious B.I.G., чьи треки сочетали уличный мотив и поп-вокал. Заручившись поддержкой Стива Стаута, Насир завершает сотрудничество с MC Serch. Летом 1996 выходит второй студийный альбом It Was Written. Альбом кардинально отличается от первого прежде всего уходом от грубого, «подземного» звучания к более полированному и коммерческому. Вдобавок пластинка охватывает мафиозные и гангстерские темы, присущие хардкор-рэпу того времени. На альбоме впервые появляется супергруппа The Firm, в которую входили Фокси Браун, AZ, Cormega и сам Насир.
Будучи подписанными на лейбл Dr. Dre Aftermath Entertainment, The Firm теряет одного участника — Cormega, который ссорится со Стивом Стаутом и покидает группу. Впоследствии Cormega становится одним из самых ярких неприятелей Насира, записав на него обилие дисс-треков. Альбом The Firm The Album выходит осенью 1997, получив смешанные отзывы критиков. Вскоре группа распадается.

### 1998—2003: вражда с Jay Z и возвращение на пьедестал
В конце 1998 Насир начинает работу над двойным альбомом I Am… The Autobiography. Альбом, по словам артиста, задуман как компромисс между Illmatic и It Was Written, где каждый трек повествует о различных событиях из жизни Насира. Затем большинство треков с альбома просачиваются в интернет, что заставляет Насира записать новый материал и заменить им похищенные треки. Весной 1999 I Am… дебютирует под первым номером в хит-параде Billboard 200 и, по прошествии времени, удостаивается одобрительных отзывов музыкальных критиков.

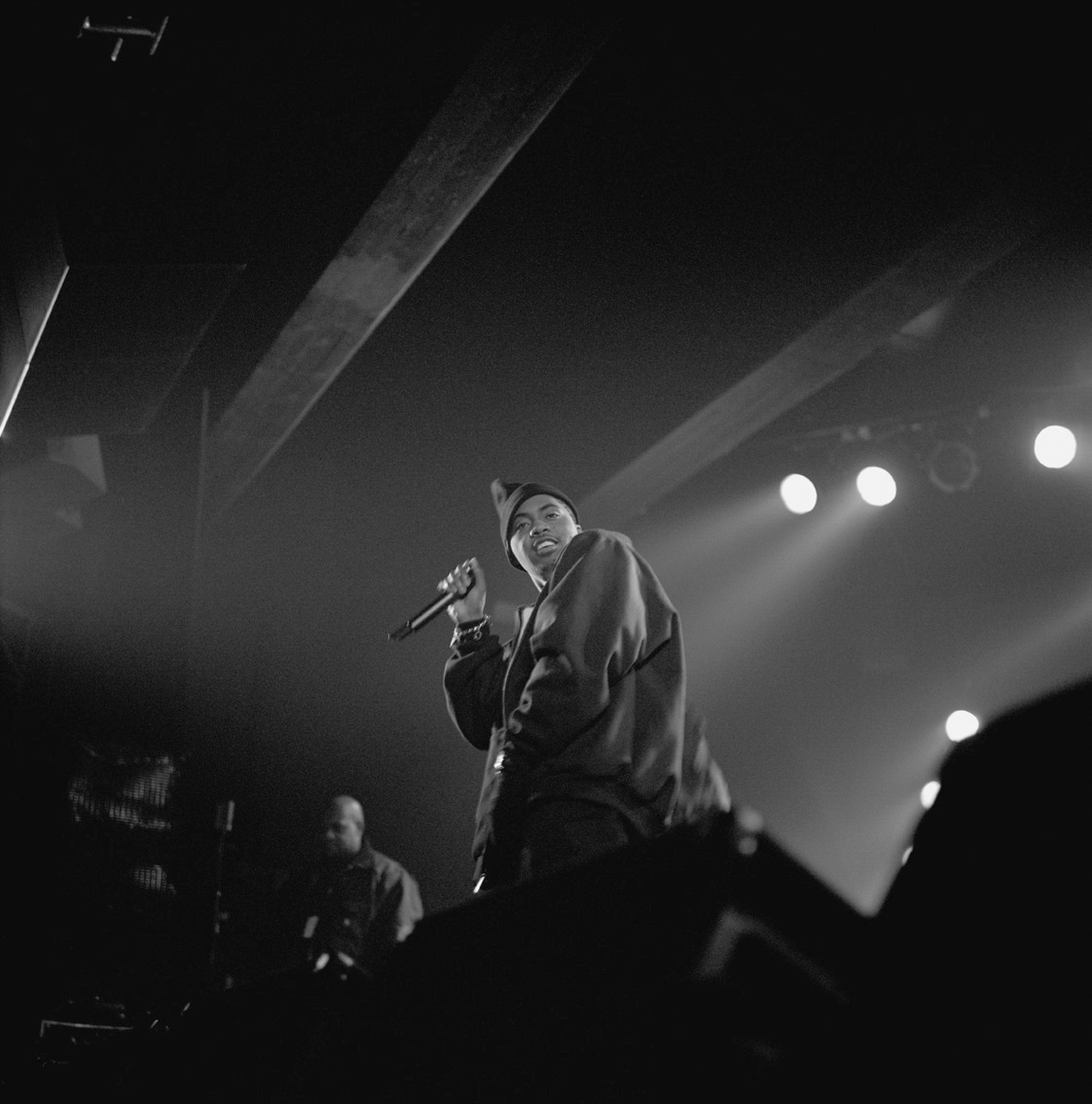
Nas в 2003.

Затем на сингл «Hate Me Now» создается видеоклип, в котором Насир и Шон Комбс предстают распятыми на кресте подобно Иисусу. После того как видеоклип проходит все стадии технического процесса, Комбс требует удалить сцену, в которой он показан распятым. Однако спустя некоторое время на MTV появляется та версия клипа, в которой Комбс распят. Согласно некоторым сообщениям, в первые минуты премьеры клипа Комбс со своими телохранителями ворвался в офис Стива Стаута и избил его, разбив бутылку шампанского об его голову. Позже Стаут выдвинул обвинения, но в итоге конфликт был исчерпан, так и не дойдя до суда. Позже Columbia Records планирует обнародовать сборник из слитых в сеть треков из альбома I Am… The Autobiography, однако Насир решает записать новый полноценный альбом, назвав его Nastradamus. Его четвёртый студийный альбом выходит осенью того же года, что и третий, однако удостаивается холодного приема со стороны критиков.
В 2001 на фоне личной неприязни разгорается конфликт между Насиром и Jay-Z. Последний выпускает дисс-трек «Takeover», в котором осуждает музыкальную карьеру Насира и называет его «подделкой». В свою очередь Nas отвечает треком «Ether», который начинается со слов Тупака Шакура «F*ck Jay Z». По прошествии времени Насир включает «Ether» в свой пятый студийный альбом Stillmatic, который выходит зимой 2001. В то же время радиостанция Hot 97 создает опрос на тему «У кого дисс-трек лучше?», по итогам которого в пользу Насира проголосовало 58 % респондентов.
В декабре 2002 Nas выпускает God’s Son — шестой студийный альбом, в котором задевает лирические темы вроде религии, насилия и собственных переживаний в связи с утратой матери. Альбом получает лестные оценки от критиков, а журнал Time удостаивает его статусом «Лучший хип-хоп альбом года». Второй сингл «I Can», в котором переработаны элементы знаменитой фортепианной пьесы-багатель Людвига ван Бетховена «К Элизе», оказывается одним из главных хитов лета 2003. God’s Son играет ключевую роль в борьбе между Jay-Z и Nas за право именоваться «Королем Нью-Йорка».

### 2004—2008: разногласия и политические споры
Осенью 2004 выходит седьмой студийный альбом Насира Street’s Disciple. Основными темами нового альбома становятся политика и личная жизнь, включая предстоящий брак с певицей Келис. Обложка альбома стилизована под монументальную роспись работы Леонардо да Винчи «Тайная вечеря».

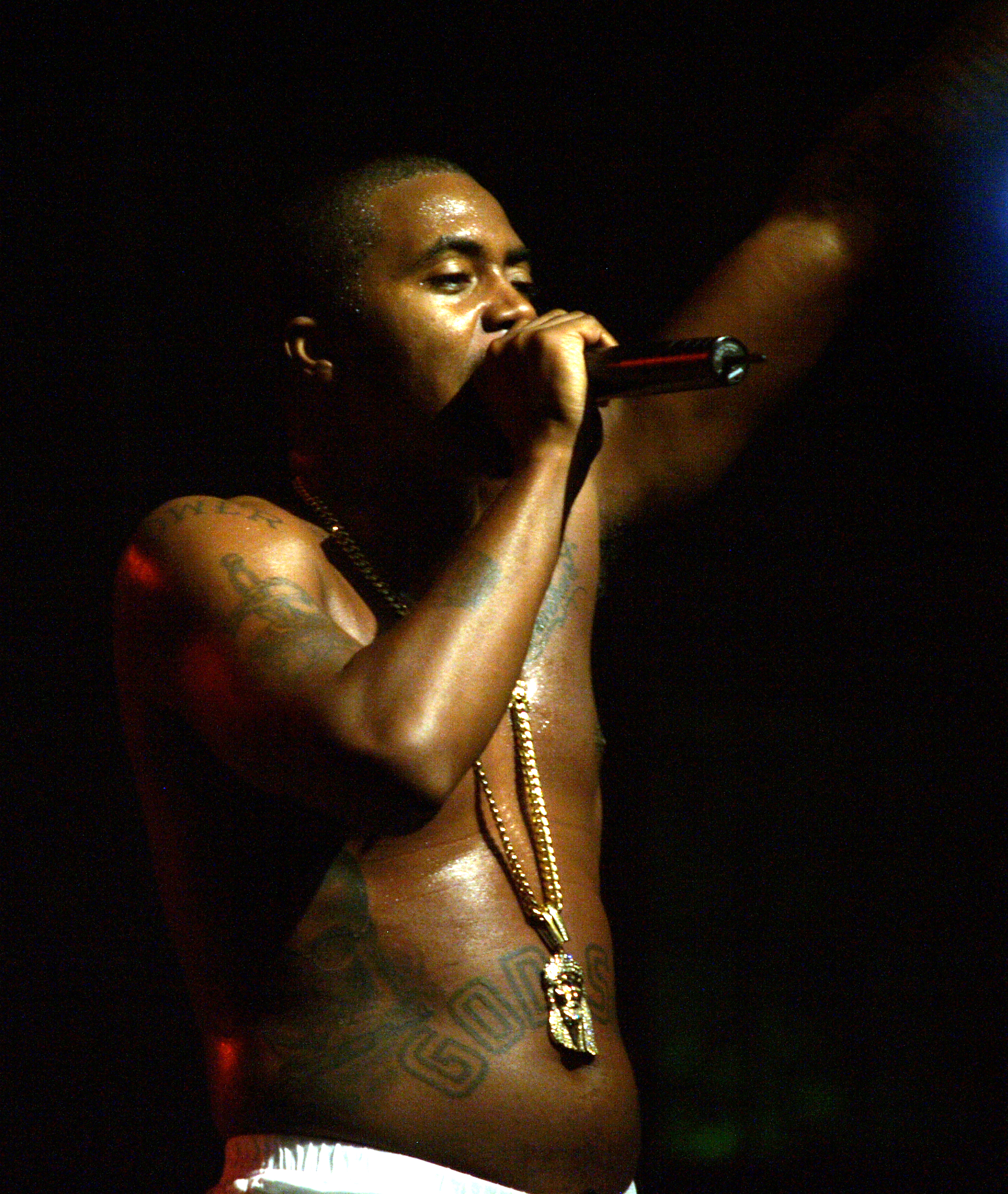
Nas в Оттаве, 2007.

Осенью 2005 Насир неожиданно появился на концерте Jay-Z, где рэперы из Нью-Йорка объявили о прекращении многолетней войны. Впоследствии примирение с Jay-Z дало возможность Насиру заключить многомиллионный контракт с Def Jam Recordings, лейблом, которым в тот момент управлял Jay-Z.
Осенью 2006 публикуется восьмой студийный и первый под эгидой Def Jam Recordings альбом Насира Hip Hop Is Dead. Основной темой альбома является якобы «кризисное» состояние хип-хопа того времени. Продюсерами альбома стали will.i.am, Канье Уэст, Dr. Dre и многие другие. Также альбом содержит совместный трек с Jay-Z. С течением времени Hip Hop Is Dead получает платиновый сертификат и выдвигается в номинацию за «Лучший хип-хоп альбом года» на Грэмми, но в итоге проигрывает Graduation Канье Уэста.
Осенью 2007 Насир объявляет, что его девятый студийный альбом будет называться Nigger. Это вызывает потрясение у сторонников прогрессивизма вроде Джесси Джексона и Эла Шарптона. Со временем появляются слухи, что Def Jam расторгнет контракт с Насиром, если он не изменит название. Менеджеры артиста обеспокоены, что такие крупные розничные сети как Walmart не согласятся продавать альбом с таким названием. В итоге летом 2008 года альбом выходит без названия. Альбом дебютирует под первым номером в Billboard 200, впоследствии удостоившись золотого статуса от RIAA. На HipHopDX 2008 Awards Насир удостаивается звания «MC Года».
Осенью 2007 Насир проводит бесплатный концерт для преподавателей и студентов Виргинского политехнического института, в котором весной того года произошло массовое убийство. После того как объявляют, что Насир выступит перед преподавателями и студентами, политический обозреватель Билл O’Райли и телеканал Fox News осудили решение пригласить Насира, ссылаясь на его «варварские» треки вроде «Shoot 'Em Up», «Got Urself a Gun» и «Made You Look». Во время своего выступления Насир дважды называет О’Райли «болваном», что вызывает положительные выкрики в толпе. Двумя неделями позже в интервью MTV News Насир называет О’Райли «дикарем» и расценивает критику с его стороны как способ привлечь внимание.

### 2009 — настоящее время: коллаборации иLife Is Good

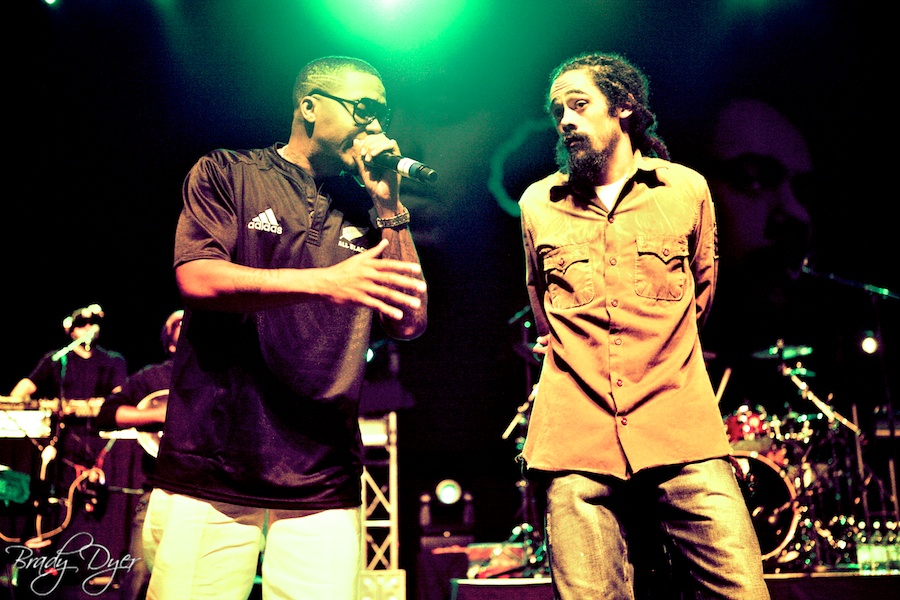
Nas и Marley в Новой Зеландии, 2011.

На 51 церемонии вручения наград «Грэмми» Насир анонсировал совместный альбом с регги-музыкантом Дэмианом Марли, младшим сыном легендарного Боба Марли. По сообщениям артистов, часть средств, полученных от продажи альбома, отправятся на строительство школ в Африке. Затем Los Angeles Times сообщает, что совместный проект Насира и Дэмиана будет называться Distant Relatives. Также Насир подтверждает факт работы над десятым студийным альбомом.
Десятый студийный альбом Life Is Good главным образом разрабатывается продюсерами Salaam Remi и No I.D, а вышел проект 13 июля 2012. Насир назвал Life Is Good «волшебным моментом» всей своей хип-хоп-карьеры.
16 апреля 2014 первому альбому Насира Illmatic исполняется 20 лет, по случаю чего состоится премьера документального фильма Nas: Time Is Illmatic. Осенью того же года Насир заявляет, что готовит последний альбом под руководством Def Jam. 30 октября он публикует сингл «The Season», который, по слухам, станет первым синглом с предстоящего альбома. Кроме того, Насир участвует в четвёртом студийном альбоме Джастина Бибера Purpose, появившись с гостевым куплетом на треке «We Are». Вдобавок Насир появляется на альбоме DJ Khaled Major Key с треком «Nas Album Done», название которого говорит о текущем положении следующего альбома Насира.
В конце декабря 2016 в интервью Revolt TV Насир, несмотря на название своего 8-го альбома Hip Hop Is Dead, заявил, что продолжает слушать хип-хоп нового поколения, отметив, что его «топ-5 хип-хоп-исполнителями нового поколения» являются J. Cole, Кендрик Ламар, Дрейк, Лил Уэйн и Рик Росс.
9 мая 2019 года Насир и Мэри Джей Блайдж выпустили совместный трек «Thriving». Первая их совместная работа «Love Is All We Need» вышла в 1997 году, с тех пор они не раз сотрудничали. Релиз трека приурочен к большому совместному туру двух исполнителей.
11 июня 2019 года Насир снял промо-ролик в своем instagram-аккаунте для своих фанатов, в котором представил анонс своего альбома «The Lost Tapes 2», который является продолжением первой части «The Lost Tapes», вышедшей в 2002 году. Насир анонсировал выход «The Lost Tapes 2» на 19 июля 2019 года.

## Бизнес
Будучи инвестором, весной 2013 Насир вносит нераскрытую шестизначную сумму в американское издательство Mass Appeal, после чего занимает должность помощника издателя. Затем Насир присоединяется к White Owl Capital Partners — инвестиционной компании с развитием в сторону технологий, медиа и энергоносителей, расположенных в странах Европы и Северной Америки. Также Насир заключает контракт с южнокорейской компанией-производителем и поставщиком спортивной одежды, обуви и спортивных аксессуаров Fila. Осенью 2012 он начинает сотрудничать с ежегодным хип-хоп-фестивалем Rock the Bells, а летом 2013 объявляет о создании собственного магазина кроссовок. Осенью того же года рэпер инвестирует свои средства в Proven — технологическую компанию, разрабатывающую приложения по поиску работы.
Осенью 2014 Насир инвестирует около 2,8 млн долларов в стартап ViralGains, который обеспечивает площадку для видеорекламы. Насир является совладельцем облачного сервиса LANDR — программы по мастерингу аудиозаписей. Летом 2015 рэпер расширяет свое бизнес-портфолио, объявив о сотрудничестве с сетью ресторанов афроамериканской кухни Sweet Chick. Он активно сотрудничает с одним из старейших и известнейших французских коньячных домов Hennessy, участвуя в их кампании Wild Rabbit.

## Личная жизнь
15 июня 1994 бывшая невеста Насира Кармен Брайан родила ему дочь, Дестини. Позже Брайан призналась, что имела любовные отношения с тогдашним врагом Насира — Jay-Z.
Также Насир какое-то время встречался с американской певицей в жанрах R&B, соул и хип-хоп Мэри Джей Блайдж. В 2005, после двух лет отношений, он женился на певице Келис. Весной 2009 Келис подала на развод, сославшись на непримиримые разногласия. Келис родила первого сына Насира, Найта, 21 июля 2009. Насир и Келис официально разошлись 21 мая 2010.
В январе 2012 Насир вступил в конфликт с промоутером в Анголе, от которого Насир получил 300000 долларов за концерт в столице Анголы Луанде, посвященный празднованию Нового года. Однако Насир не появился на запланированном мероприятии. В результате концертный директор Насира и его сын были арестованы раздраженным промоутером в Анголе и под дулом пистолета были отправлены в тюрьму. Лишь после вмешательства посольства США концертному директору и его сыну было разрешено покинуть тюрьму, но при этом находиться под домашним арестом в отеле. В конечном итоге Насир вернул все 300000 долларов, после чего концертный директор с сыном вернулись в США.
Весной 2012 Насир стал первым хип-хоп-исполнителем с персональным подтвержденным аккаунтом на Rap Genius, на котором он пояснял и комментировал значения текстов своих песен.
Весной 2014 года в одном из эпизодов сериала «Найди свои корни» (Finding Your Roots) Насир узнал о судьбе своей прапрапрабабушки, которая являлась рабом и была продана за 830 долларов. После того, как ведущий программы показал Насиру закладную на его бабушку и назвал имя того, кто её купил, он заявил, что рассмотрит возможность покупки земли, на которой жил рабовладелец.

## Дискография
| Студийные альбомы                              | Год  |
| ---------------------------------------------- | ---- |
| Illmatic                                       | 1994 |
| It Was Written                                 | 1996 |
| I Am…                                          | 1999 |
| Nastradamus                                    | 1999 |
| Stillmatic                                     | 2001 |
| God’s Son                                      | 2002 |
| Street’s Disciple                              | 2004 |
| Hip Hop Is Dead                                | 2006 |
| Untitled                                       | 2008 |
| Life Is Good                                   | 2012 |
| Nasir                                          | 2018 |
| King’s Disease                                 | 2020 |
| King’s Disease II                              | 2021 |
| Magic                                          | 2022 |
| King’s Disease III                             | 2022 |
| Magic 2                                        | 2023 |
| Magic 3                                        | 2023 |
| Совместные альбомы                             | Год  |
| QB’s Finest (совместно с различными артистами) | 2000 |
| Distant Relatives (совместно с Дэмианом Марли) | 2010 |
| Компиляции                                     | Год  |
| From Illmatic to Stillmatic: The Remixes       | 2002 |
| The Lost Tapes                                 | 2002 |
| Greatest Hits                                  | 2007 |
| The Lost Tapes: vol.2                          | 2019 |
| Альбомы The Firm                               | Год  |
| The Firm: The Album                            | 1997 |

## Фильмография
| Кино и Телевидение | Кино и Телевидение                     | Кино и Телевидение      | Кино и Телевидение |
| Год                | Фильм                                  | Роль                    |                    |
| ------------------ | -------------------------------------- | ----------------------- | ------------------ |
| 1998               | Живот                                  | Синсир                  |                    |
| 1999               | In Too Deep                            | Drug dealer             |                    |
| 2001               | Часовой механизм                       | Детектив Арт Райс       |                    |
| 2002               | Джон Кью                               | Роль-камео              |                    |
| 2003               | Городские девчонки                     | Звезда                  |                    |
| 2009               | Vapors                                 | Kool G Rap              |                    |
| 2010               | Гавайи 5.0                             | Гордон Смит             |                    |
| 2012               | Something from Nothing: The Art of Rap | Роль-камео              |                    |
| 2002               | Big Pun: Still Not a Player            | Композитор              |                    |
| 2002               | История Антуана Фишера                 | Композитор              |                    |
|                    |                                        |                         |                    |
| 2003               | Big Pun: Still Not a Player            | Композитор              |                    |
| 2014               | Time Is Illmatic                       | Самого себя             |                    |
| Продюсер           |                                        |                         |                    |
| 2001               | Sacred Is the Flesh                    | Исполнительный продюсер |                    |
| 2008               | Тайсон                                 | Сопродюсер              |                    |
| Сценарист          |                                        |                         |                    |
| 1999               | Живот                                  | Писатель рассказа       |                    |
| 2001               | Sacred Is the Flesh                    | Сценарист               |                    |

## Награды
Неоднократный  номинант премий «Грэмми» и MTV Video Music Awards. На прошедшей  14 марта 2021 года 63-й ежегодной церемонии вручения наград «Грэмми» был удостоен премии в категории «Премия «Грэмми» за лучший рэп-альбом» с альбомом «King's Disease».